# Kaizer Motaung
Kaizer Motaung (Soweto, 16 de outubro de 1944) é um dirigente esportivo e ex-futebolista sul-africano que atuava como atacante. É o atual presidente do Kaizer Chiefs, clube que fundou ainda na época de jogador, em 1970.

## Carreira em clubes
Iniciou sua carreira no Orlando Pirates, sendo promovido ao time principal em 1960, com apenas 16 anos. Permaneceu na equipe até 1968, quando se mudou para o Atlanta Chiefs, da recém-criada North American Soccer League (NASL), estreando com 2 gols num amistoso contra o Manchester City. Foi eleito o Novato do Ano da NASL, sendo também o artilheiro do time da Geórgia na competição com 11 gols. Na temporada seguinte, o atacante marcou 16 gols e sagrou-se artilheiro da NASL.
Durante o recesso do futebol nos Estados Unidos, Motaung criou uma equipe para disputar amistosos, reunindo alguns jogadores expulsos do Orlando Pirates. Em janeiro de 1970, o time passou a ser chamar Kaizer Chiefs, e em seguida o atacante voltaria a jogar a NASL com o Philadelphia Ukrainians, sendo campeão da American Soccer League no mesmo ano.
De volta à África do Sul (ainda sob o regime do apartheid), Motaung disputou a primeira edição da National Soccer League (liga reservada apenas para atletas negros) com o Kaizer Chiefs, conquistando o vice-campeonato, embora não tivesse jogado toda a campanha - ele voltaria novamente aos EUA em 1971, novamente para defender o Atlanta Chiefs, onde também terminaria como vice.
Ainda passaria mais 2 temporadas como jogador do Kaizer Chiefs antes de regressar pela terceira vez aos Estados Unidos, agora para defender o Denver Dynamos. Em 1976, encerraria sua carreira de jogador como capitão dos Chiefs.

## Seleção
Motaung não chegou a disputar nenhum jogo pela Seleção Sul-Africana, que havia sido punida pela FIFA devido ao apartheid - a seleção foi reintegrada ao quadro de filiados da entidade em julho de 1992.

## Contribuições como dirigente
Ao lado do presidente do Orlando Pirates, Irvin Khoza, Motaung foi um dos idealizadores da Premier Soccer League, em 1996, além de ter assumido vários cargos na Associação Sul-Africana de Futebol.
Em 2004, integrou o comitê sul-africano que obteve o apoio da FIFA para organizar a Copa do Mundo de 2010. Recebeu ainda a Ordem de Ikhamanga (classe Prata) e foi nomeado Doutor Honoris causa pela Universidade da Cidade do Cabo em 2022.

## Vida pessoal
Seu filho, Kaizer Jr., também foi atacante e jogou a maior parte da carreira no Kaizer Chiefs, entre 2003 e 2014, além de ter jogado pelo time B do Munique 1860 entre 2001 e 2003.

## Títulos
Atlanta Chiefs
- North American Soccer League: 1968

Philadelphia Ukranians
- American Soccer League: 1970

Kaizer Chiefs
- National Soccer League: 1974

### Individuais
- Artilheiro da North American Soccer League: 1969 (16 gols)